# 萧朵鲁不
萧朵鲁不（？—1177年？），西辽政治人物，出自契丹萧氏。
萧朵鲁不是西辽兵马都元帅萧斡里剌的儿子，驸马萧朴古只沙里的哥哥。萧朵鲁不娶德宗耶律大石女耶律普速完，拜驸马。續興十三年（1163年），仁宗耶律夷列去世，其子年幼，仁宗临终让其妹普速完称制，是为承天太后。太后与萧朴古只沙里私通，朵鲁不被出为东平王，后来遭罗织罪名杀害。
。